# بیدلو، بدفوردشر
بیدلو (به انگلیسی: Beadlow) یک روستا در منطقه سنترال، انگلستان است. در سرشماری سال ۲۰۱۱، جمعیت این دهکده در محله کمپتون و چیکسند گنجانده شد. در حدود یک مایل و نیم شرق کلوفیل، و حدود دو و نیم مایل از غرب شفورد قرار دارد. رودخانه فلیت از دهکده عبور می‌کند.